# Tristan-Akkord

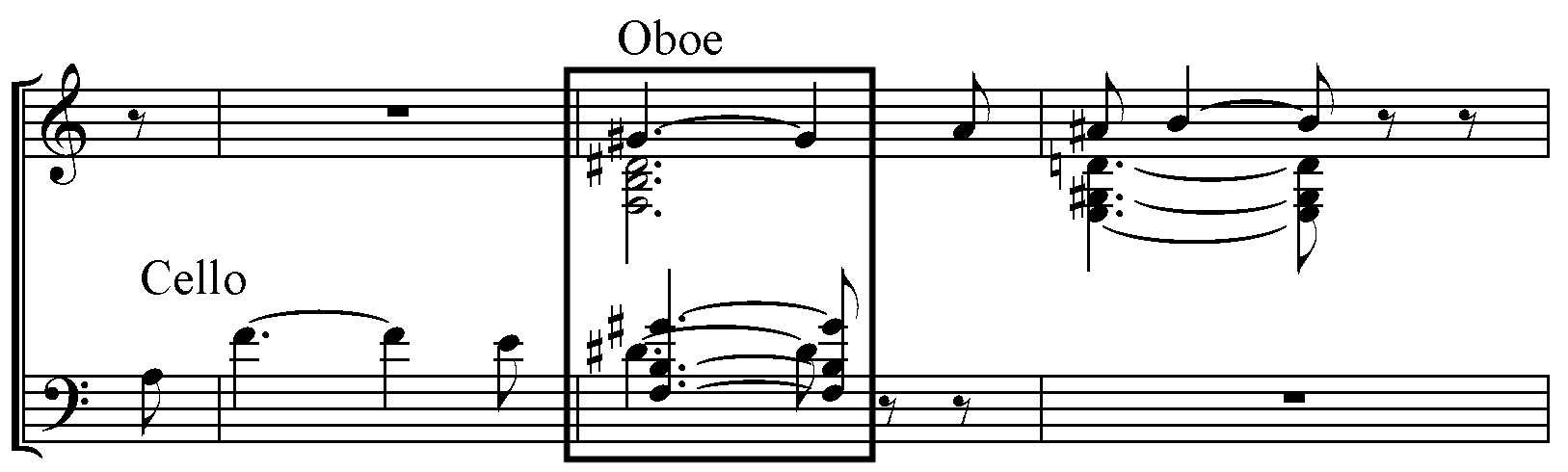
NB 1, Tristan und Isolde, Akt I, T. 1–3

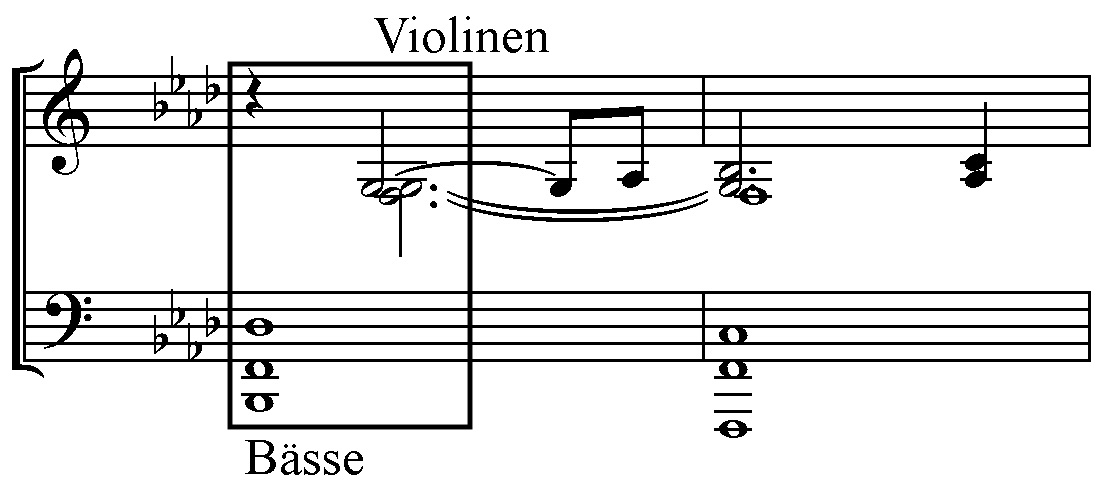
NB 2, Tristan und Isolde, Akt III, T. 1–2

Der Tristan-Akkord ist ein in Richard Wagners 1865 uraufgeführtem Musikdrama Tristan und Isolde als Leitklang verwendeter Akkord. Er erklingt erstmals im zweiten Takt des Vorspiels zum I. Akt in den Celli und Holzbläsern, wo er den Abschluss der Cello-Melodie und den Anfang der Oboen-Melodie bildet (NB 1). Eine Variante erklingt am Anfang des III. Akts in den Streichern (NB 2).
Der Akkord entzieht sich wegen seiner harmonischen Undurchsichtigkeit bis heute einer einfachen bzw. allgemein akzeptierten Deutung. Es hat immer wieder sehr unterschiedliche Versuche gegeben, ihn funktionsharmonisch zu interpretieren. Seine Vieldeutigkeit ist zudem typisch für die extrem chromatische und tonal unstete Harmonik der Tristan-Partitur, in der Ernst Kurth eine Krise der romantischen Harmonik sah.

## Mögliche Deutungen

### Alterierter Vorhaltsakkord
Das „gis1“ wird als Vorhalt angesehen, der sich nach „a1“ auflöst, so dass der eigentliche Akkord „f-h-dis1-a1“ lautet. Dieser alterierte Terzquartakkord kann wiederum unterschiedlich interpretiert werden:
- Im Sinne der Stufentheorie kann er als zweite Umkehrung des Septakkords der II. Stufe von a-Moll (also „h-d-f-a“)  mit hochalterierter Terz (d → „dis“) gedeutet werden.
- Die Funktionstheorie interpretiert ihn vorzugsweise als Umkehrform eines Doppeldominant-Septakkords von a-Moll (also „h-dis-fis-a“) mit tiefalterierter Quinte (fis → f) im Bass.
- Seltener ist die funktionale Ableitung vom Subdominantdreiklang mit Sixte ajoutée (also „d-f-a-h“), wobei der Akkord-Grundton „d“ zum „dis“ hochalteriert wird.[3]

Die Deutung als Vorhaltsakkord hat den Vorteil, dass sich der Auflösungsakkord zwanglos in einen Kadenzverlauf einfügt, wurde aber auch oft kritisiert, weil die Auflösung wegen ihrer kurzen Dauer zu wenig Gewicht hat, um als Hauptakkord empfunden zu werden.

### Alterierter Akkord ohne Vorhalt
Bei dieser Deutungsvariante wird das „dis1“ als Hochalteration des „d1“ aufgefasst, so dass der ursprüngliche Akkord „f-h-d1-gis1“ heißt. Auf die Grundstellung in enger Lage zurückgeführt ergibt sich der verminderte Septakkord „gis-h-d1-f1“, was nach der Stufentheorie die VII. Stufe von a-Moll wäre und nach der Funktionstheorie ein „verkürzter“ Dominantnonenakkord (mit fehlendem Grundton „e“).

### Eigenständiger Akkord
Da der Tristan-Akkord im Verlauf der Oper immer wieder unabhängig von der jeweiligen Fortführung und in unterschiedlichen Notationen auftaucht, hat es nicht an Versuchen gefehlt, den Akkord im Sinne eines „Leitmotivs“ als eigenständiges Klanggebilde zu deuten (also gis1 als Akkordton, a1 als Durchgang):
- Eine Möglichkeit besteht in der Deutung als Doppelleittonklang von E-Dur. Dieser entsteht dadurch, dass im E-Dur-Dreiklang der Grundton e durch seinen oberen (f) und unteren (dis → dis1) Leitton ersetzt wird. Allerdings wird dis1 nicht aufwärts in den erwarteten Grundton e1 aufgelöst, sondern abwärts in die Sept d1 des Zielklangs E7 geführt.[4] Diese Deutung trägt zwar dem tonalen Zusammenhang am Anfang des Vorspiels Rechnung, lässt sich aber nicht ohne weiteres auf die anderen Erscheinungsformen des Tristan-Akkords übertragen.
- Eine andere Deutung basiert auf dem Vogelschen Tonnetz. Laut Riemann Musiklexikon „ermöglicht die Deutung als Unterseptimenklang mit Einbeziehung der Naturseptime (Hänzer, Vogel) eine einheitliche Auffassung des Klanges in seinen wechselnden Schreibweisen und Verbindungen, doch leistet sie nichts für das Verständnis der tonalen Zusammenhänge.“[3]
- Von Paul Hindemith wird nach den Regeln seiner Unterweisung im Tonsatz „gis“ als Grundton des Tristanakkordes ermittelt. Im Sinne der von ihm neu entwickelten Akkordlehre, nach der alle Akkorde eindeutig bestimmbar sind, ordnet er ihn in die Gruppe „IIb2“ seiner Akkordbestimmungstabelle ein. Als Tonika („tonales Zentrum“) der ganzen Passage bestimmt er A (ohne Zusatz von „Dur“ oder  „Moll“). Hindemiths Tristananalyse in diesem 1937 publizierten musiktheoretischen Werk spielte im Rahmen der seit 1879 geführten Tristandiskussion bisher eine marginale Rolle, weil Hindemiths System aufgrund einiger Unstimmigkeiten in der Herleitung seiner Regeln stark kritisiert wurde. Jedoch gehen aus ihr schon zum Zeitpunkt ihrer Publikation Erkenntnisse hervor, die von anderen Musikwissenschaftlern erst Jahrzehnte später publiziert wurden.[5]

### Nicht-eigenständiger Akkord
Neue Aspekte ergeben sich, wenn der Tristan-Akkord als Bestandteil kadenzierender Zusammenhänge betrachtet wird. Peter Petersen 2019: "Allgemein gilt, dass wir von der
Akkordanalyse wegkommen und endlich Kadenzanalyse betreiben müssen." Im I. Akt T. 1–3 ist der Akkord mit einem chromatischen Motiv (gis1-a1-ais1-h1) verbunden (NB 1), was ihm eine besondere Färbung verleiht, im III. Akt T. 1–2 hat er eine normale Mollfärbung, weil er ein diatonisches Motiv (g-as-b-c1) harmonisiert (NB 2). Je nach Kontext lassen sich zwei Typen von Tristan-Akkorden unterscheiden:
- der chromatische Typ (TAchr) mit alterierten Tönen (f/h/dis1/gis1), vgl. auch die ganztönigen Folgeklänge (f/h/dis1/a1 und e/gis/d1/ais1). Er ist Teil einer halbschlüssigen Kadenz, die mit einem Dominantseptakkord endet;
- der diatonische Typ (TAdia) mit leitereigenen Tönen (B/des/f/g), siehe auch die rein diatonischen Folgeklänge (B/des/f/as und F/c/g/b). Er gehört entweder zu einer plagalen Kadenz mit der Folge IV.–I. Stufe, oder er ist als halbverminderter Septakkord in diverse Kadenzzusammenhänge eingebunden (z. B. als Septakkord der II. Stufe Moll oder der VII. Stufe Dur).

Mit Blick auf die Oper als Ganze lässt sich der TAchr der Gefühlswelt Isoldes zuordnen. Der TAdia repräsentiert Tristans Liebessehnen, drückt aber auch
das Liebesempfinden beider gemeinsam aus.

## Der Tristan-Akkord als Leitklang
Entgegen der Auffassung, dass der Tristan-Akkord ein Leitmotiv sei, wird in der Forschung der Begriff des Leitklangs verwendet.
Der Begriff des Leitklangs steht aber dem Begriff des Leitmotivs nahe, da er sich lediglich in der genannten Linearität vom Leitmotiv unterscheidet. Ein wesentlicher Punkt beider Begriffe ist, dass etwas geleitet wird. Dies wirft aber einen Konflikt auf, da zunächst nicht klar zu verstehen ist, was vom Tristan-Akkord geleitet wird. Eine These ist, dass sich Leitmotive bei Wagner ausschließlich im Ring des Nibelungen klar identifizieren lassen, während sie in anderen Werken durch Widersprüche zwischen Motiven und dem Text der Sänger ausgeschlossen werden. Für den Tristan-Akkord scheint dies aber nicht gegeben zu sein, da er nicht zwangsläufig mit etwas Textgebundenem korreliert. Sein Bezug kann eher auf Wagners „Urszene“ bezogen werden. Diese lautet: '[Liebes-]Sehnsucht mit Erlösung im Tode' und zieht sich auf einer Metaebene durch viele Werke Wagners. Diese Urszene zeigt ebenfalls Wagners philosophische Ansichten, welche sich stark psychologisch-philosophisch in seinen Werken widerspiegelt.

## Musikhistorische Bedeutung
Im Hinblick auf die historische Fortentwicklung der Harmonik besonders interessant sind die kreativen und wegweisenden unterschiedlichen Weiterführungen des Tristan-Akkords im Laufe des Gesamtwerkes sowie die Einbettung in den hochgespannten chromatischen Alterationsstil der Oper. So taucht der Akkord häufig mit denselben Tonstufen, aber enharmonisch verändert (z. B. „f, h, es, as“ oder „f, ces, es, as“) und in anderem tonalem und harmonischem Umfeld auf, was auch die Analyse des Beginns zusätzlich erschwert. Damit ist der Tristanakkord eine Art Inbegriff spätromantischer Harmonik, die seitdem an Halt und Bindekraft zur Tonika mehr und mehr verliert, bis es schließlich gegen 1910 zum vollkommenen Umschlag in die Atonalität kommt.
Musikhistorisch bedeutsam ist auch, dass sich der Tristanakkord durch seine praktisch nicht vorhandene Strebewirkung auszeichnet. Als Dominante mit Sextvorhalt hört man ihn nicht, da die Auflösung des Vorhalts in die Septime nur als chromatischer Durchgang gehört wird (weil es sich hierbei lediglich um eine Achtelnote handelt). Als Subdominante kann er aber auch nicht überzeugen. So steht er zunächst richtungslos im Raum, bis die Fortschreitung, die in die Dominante „E“ mündet, den tonalen Zusammenhang a-moll erkennen lässt.
Ein weiterer, in der Tristan-Diskussion häufig vernachlässigter Aspekt ist die Tatsache, dass nicht nur der Tristan-Akkord für sich allein genommen keine Richtung der Auflösung besitzt (das eben macht ja seine Mehrdeutigkeit aus), sondern dass vielmehr die Dominante, in die er mündet, nicht mehr als eine Dissonanz mit unbedingt geforderter Auflösung gehört wird. Der Hörer empfindet diese Dominante eher als Auflösung denn als aufzulösenden Akkord. Hier findet also das statt, was später Arnold Schönberg als „Emanzipation der Dissonanz“ bezeichnet hat, was dann im frühen 20. Jahrhundert zu Kompositionsstilen führte, bei denen Dissonanzen überhaupt keine Strebewirkungen im herkömmlichen Sinne mehr besitzen.

## Der Tristan-Akkord bei anderen Komponisten
Der Tristan-Akkord, von Wagner selbst auch in den Meistersingern zitiert, hat in der Musiktheorie eine solche Bekanntheit, dass ihn andere Musiker später zitierten.

### Spätere Zitate
- Edvard Grieg verwendet den Akkord (transponiert auf d-gis-his-eis', mit entsprechender – allerdings durch gis' unterbrochener – Vorhaltsauflösung zu fis') in einem seiner lyrischen Stücke („Volksweise“ op. 12 Nr. 5, Takt 15 und 31, jeweils auf Zählzeit 3).
- Antonín Dvořák verwendet ihn in seiner Messe D-Dur op. 86 (Credo T. 219).
- Max Reger, Variationen op. 73 für Orgel, Schlussakkord der 9. Variation
- Alexander Skrjabin verwendet den Akkord mehrfach im ersten Satz seiner 4. Klaviersonate.
- Claude Debussy parodiert ihn in seinem „Golliwog’s Cakewalk“.
- Louis Vierne, 24 Pièces en style libre pour orgue, Nr. 10 Reverie, Takte 5–7 u.ö.
- Alban Berg zitiert ihn im letzten Satz der Lyrischen Suite sowie mehrfach an entscheidender Stelle in seiner Oper Lulu.
- Benjamin Britten zitiert ihn in seiner Oper Albert Herring (Schluckauf-Szene im 2. Akt). Hier kommt dem Tristan-Akkord neben der Funktion als reines Zitat auch noch eine symbolische Bedeutung (völlige Enthemmung) zu.
- Hanns Eisler verwendet ihn mehrfach in seinem Werk.

### Früheres Vorkommen
- In Antonio Salieris Opernschaffen kommt der Tristan-Akkord mehrfach vor. So beispielsweise in Takt 24 der Arie Son queste le speranze aus der Oper Axur, re d’Ormus (dort allerdings transponiert: c-ges-b-es)

- In Joseph Haydns Streichquartett C-Dur Op. 54 Nr. 2 von 1788 taucht der Akkord (wenn auch in enharmonisch verwechselter Form f-h-es-as) im Trio des Menuetts auf (Takt 66f.). Georg Feder bezeichnet ihn als „einen der sehnsüchtigsten Akkorde, die in Haydns Quartetten vorkommen“[13].

- Auch Beethoven verwendet diesen Akkord enharmonisch in seiner Es-Dur Klaviersonate, op. 31 Nr. 3 von 1802 in den Takten 35–42:

Im Unterschied zu Wagner bereitet hier die funktionale Einordnung in einen Kadenzverlauf keine Probleme. Es handelt sich nämlich um eine Umkehrform des auf es-Moll als Tonika zu beziehenden subdominantischen as-Moll-Dreiklangs mit Sixte ajoutée, der am Anfang des Notenbeispiels sogar in seiner Originalgestalt erscheint. Beethoven behandelt das „es“ des Akkords als Dissonanz und löst es nach „d“ auf. Da der Auflösungsakkord jedoch selbst ein Dissonanzakkord (verminderter Septakkord in dominantischer Funktion) ist, kann von einer „Auflösung“ im eigentlichen Sinne keine Rede sein, zumal die als Abschluss der Kadenz erwartete Tonika ausbleibt. Insgesamt viermal lässt Beethoven diesen Dissonanzakkord unaufgelöst im Raum stehen, zweimal in es-Moll und zweimal nach f-Moll transponiert. Dieses Beispiel belegt, dass die „Emanzipation der Dissonanz“ nicht erst bei Wagner beginnt, obwohl sie durch ihn besonders stark vorangetrieben wird.
- Franz Schuberts Lied Dass sie hier gewesen D 775 entstand um 1823. Es enthält zu Beginn vier transponierte Tristan-Akkorde in der Umkehrung:

Die Tristan-Akkorde lösen in verminderte Septakkorde auf. Dadurch entsteht eine tonale Unbestimmtheit, die 12 Takte lang anhält. Die Grundtonart C-Dur wird erst in Takt 13 durch den Dominantseptakkord vorbereitet und in Takt 14 schließlich erreicht. Ein weiteres Beispiel für die zitierte „Emanzipation der Dissonanz“ lange vor Wagner.
- Frédéric Chopin verwendet den Akkord (allerdings mit eis statt f) in genau der Lage seines ersten Auftretens bei Wagner schon 1831 in seiner Ballade Nr. 1 g-Moll, Takt 124.

- In Robert Schumanns Konzert für Violoncello Op. 129 von 1850 taucht der identische Akkord mit folgender identischer Auflösung in Takt 11 auf, verteilt auf das Solo-Cello und die Orchesterstimmen.

## Tristan-Akkord im Film
Der Tristan-Akkord bzw. das Vorspiel dienen als Leitmotiv in Lars von Triers Film Melancholia. Wagners Musik begleitet fast 23 % des gesamten Films.